# Bernd Förster
Bernhard Georg Josef Förster (* 3. Mai 1956 in Mosbach) ist ein ehemaliger deutscher Fußballspieler.

## Karriere

### Vereine
Förster wurde in Mosbach geboren und wuchs in Schwarzach auf. Seine Eltern sind Helmut und Marianne Förster. Das Fußballspielen lernte er beim TSV Schwarzach, bevor er in die Jugendabteilung des SV Waldhof Mannheim wechselte. Dort erhielt er seinen ersten Lizenzspielervertrag für die Saison 1974/75 in der 2. Bundesliga Süd. Dort gab er seinen Einstand am 3. August 1974 (1. Spieltag) beim 1:1 im Spiel bei den Stuttgarter Kickers. Noch vor Ablauf der Hinrunde wechselte Förster zum FC Bayern München in die Bundesliga, in der er bis zum Saisonende sechsmal und in der Folgesaison gar nur zweimal zum Einsatz kam. Des Weiteren kam er zu acht Minuten Spielzeit im DFB-Pokal (2:3-Heimniederlage gegen den MSV Duisburg) und 15 Minuten im Europapokal der Landesmeister (5:0 bei Jeunesse Esch und 2:0 gegen Malmö FF).
Von 1976 bis 1978 spielte er für den Bundesligisten 1. FC Saarbrücken, wobei er in der zweiten Spielzeit alle 34 Spiele bestritt und einmal im DFB-Pokal – bei der 1:2-Heimniederlage gegen seinen vorherigen Verein – zum Einsatz kam.
Von 1978 bis 1986 spielte Förster für den VfB Stuttgart, für den er seine meisten Ligaspiele bestritt. 1982 übernahm Bernd Förster von Hermann Ohlicher das Amt des VfB-Kapitäns, das er 1983 an seinen Bruder Karlheinz abgab. Sein letztes Bundesligaspiel bestritt er am 10. August 1985 (1. Spieltag) beim 0:0 im Heimspiel gegen Borussia Mönchengladbach, in dem er nach 45 Minuten für Rainer Zietsch ausgewechselt wurde. Eine schwere Knieverletzung zwang ihn, seine Profi-Karriere nach 291 Bundesligaspielen (25 Tore) 1986 zu beenden.

### Nationalmannschaft
Vom 11. November 1973 bis 3. April 1974 bestritt Förster elf Spiele für die DFB-Jugendauswahl. Er debütierte in Sindelfingen beim 2:1-Sieg über die Jugendauswahl Schwedens und spielte zuletzt in Pitești bei der 0:2-Niederlage gegen die Jugendauswahl Rumäniens. Vom 14. bis 19. November nahm er mit der Jugendauswahlmannschaft am Turnier um den Prinz-Albert-Pokal in Monte Carlo teil, die ihn im Endspiel gegen die Auswahl Belgiens mit 4:1 im Elfmeterschießen gewann.
Am 4. Dezember 1974 gehörte Förster der Amateur-Nationalmannschaft an, die die Auswahl Italiens mit 2:0 in Dortmund bezwang.
1979, 1980 und 1981 wurde Förster jeweils für ein Spiel in die B-Nationalmannschaft berufen: 3:0 gegen die Norwegische Fußballnationalmannschaft, 0:2 in der Schweiz und 1:0 gegen die Sowjetunion.
Sein Debüt in der A-Nationalmannschaft gab er am 22. Mai 1979 beim 3:1-Sieg gegen Irland. Er wurde 1980 Europameister in Italien (zwei Einsätze) und 1982 Vizeweltmeister in Spanien (vier Einsätze, darunter in der Startelf im Finale). 1984 nahm er an der Europameisterschaft  in Frankreich teil (drei Einsätze).
Zusammen mit der Nationalmannschaft erhielt er nach dem Gewinn der Europameisterschaft 1980 das Silberne Lorbeerblatt.
Bernd Förster und sein jüngerer Bruder Karlheinz waren eines von vierzehn Brüderpaaren, die gemeinsam in der Fußballnationalmannschaft gespielt haben.

## Erfolge
- Zweiter der Weltmeisterschaft 1982
- Europameister 1980
- Weltpokal-Sieger 1976
- Europapokalsieger der Landesmeister 1975, 1976
- Deutscher Meister 1984
- Finalist im DFB-Pokal 1986